# Браћо и сестре
Браћо и сестре је шести албум београдске групе Електрични оргазам. Албум садржи 13 песама. Изашао је за дискографску кућу Југотон. Највећи хит са овог албума је Бејбе, ти ниси ту док су остале песме са претходних албума.